# Lafayette (Indiana)
Pour les articles homonymes, voir Lafayette.
Lafayette est une ville de l'État de l'Indiana aux États-Unis. Elle se trouve dans le comté de Tippecanoe, dont elle est le siège. Selon le recensement de 2020, sa population est de 70 783 habitants.
Comme plusieurs autres villes des États-Unis qui portent le même nom, Lafayette fut nommée en l'honneur de Gilbert du Motier de La Fayette, qui est devenu un héros de la guerre d'indépendance des États-Unis.

## Historique
Lorsque les explorateurs européens sont arrivés dans l'actuel comté de Tippecanoe, ce dernier était habité par les Amérindiens Miamis, connus comme les Ouiatenons ou les Weas. En 1717, le gouvernement français a créé le Fort Ouiatenon sur la rivière Wabash à trois miles (5 km) au sud de Lafayette actuelle. Le fort est devenu le centre de commerce pour les trappeurs, les marchands et les Amérindiens. Une reconstitution historique de la vie des Ouiatenon et la Fête de la Lune des chasseurs ont lieu chaque autonome.

## Démographie
| Groupe                           | Lafayette | Indiana | États-Unis |
| -------------------------------- | --------- | ------- | ---------- |
| Blancs                           | 83,6      | 84,3    | 72,4       |
| Afro-Américains                  | 6,2       | 9,1     | 12,6       |
| Autres                           | 5,8       | 2,7     | 6,4        |
| Métis                            | 2,7       | 2,0     | 2,9        |
| Asiatiques                       | 1,4       | 1,6     | 4,8        |
| Amérindiens                      | 0,4       | 0,3     | 0,9        |
| Total                            | 100       | 100     | 100        |
|                                  |           |         |            |
| Hispaniques et Latino-Américains | 12,1      | 6,0     | 16,7       |

Selon l'American Community Survey, pour la période 2011-2015, 86,72 % de la population âgée de plus de 5 ans déclare parler anglais à la maison, alors que 10,49 % déclare parler l'espagnol et 4,10 % une autre langue.

## Religion
- Cathédrale Sainte-Marie-de-l'Immaculée-Conception (néogothique)
- Liste des évêques de Lafayette-en-Indiana